# اتاق ممنوعه (فیلم ۱۹۷۷)
اتاق ممنوعه (ایتالیایی: Anima persa)(در ایران : "دیوانه‌ها آزادند") یک فیلم دلهره‌آور محصول ۱۹۷۷ به کارگردانی دینو ریسی است. این فیلم بر اساس رمان Un'anima persa نوشته جیووانی آرپینو است.

## داستان فیلم
تینو جوان به ونیز می‌رسد و در آنجا با عمویش (ویتوریو گاسمن) و خاله اش (کاترین دونو) زندگی می‌کند که در یک قصر قدیمی زندگی می‌کنند که زمانی با شکوه بود اما اکنون ویران شده‌است. تینو به مدرسه طراحی می‌رود و در آنجا با لوچیا آشنا می‌شود. شب‌ها، تینو صدای قدم‌های عجیبی را می‌شنود که به نظر می‌رسد از اتاق زیر شیروانی خانه می‌آید، سپس ملودی روی پیانو پخش می‌شود. او که کنجکاو است بداند در این خانه اسرارآمیز چه اتفاقی می‌افتد، به تدریج گذشته‌ای را کشف می‌کند که همچنان کسانی که در آنجا زندگی می‌کنند را تعقیب می‌کند.